# فرناندو سان إميتيريو
فرناندو سان إميتيريو (بالإسبانية: Fernando San Emeterio)‏ مواليد 1 يناير 1984، هو لاعب كرة سلة إسباني ويحمل الرقم 19. يبلغ طوله 6 قدم 6.5 بوصة (2.0 م).

## الميداليات
| الميدالية | المسابقة                                           |
| --------- | -------------------------------------------------- |
| فضية      | كرة السلة في الألعاب الأولمبية الصيفية 2012 – رجال |
| ذهبية     | بطولة أمم أوروبا لكرة السلة 2011                   |
| برونزية   | بطولة أمم أوروبا لكرة السلة 2013                   |

## روابط خارجية
- فرناندو سان إميتيريو على موقع الاتحاد الدولي لكرة السلة (الإنجليزية)
- فرناندو سان إميتيريو على موقع الدوري الأوروبي لكرة السلة (الإنجليزية)
- فرناندو سان إميتيريو على موقع الدوري الإسباني لكرة السلة (الإسبانية)
- فرناندو سان إميتيريو على موقع كرة السلة الأوروبية.كوم (الإنجليزية)
- فرناندو سان إميتيريو على موقع ريلجم (الإنجليزية)
- فرناندو سان إميتيريو على موقع بروبوليرز (الإنجليزية)
- فرناندو سان إميتيريو على موقع سبورتس رفرنس (الإنجليزية)
- فرناندو سان إميتيريو على موقع أوليمبيديا (الإنجليزية)